# 矢野国村
矢野 国村（やの くにむら）は、戦国時代から安土桃山時代にかけての武将。三好氏の家臣。阿波国矢野城主。一次史料で確認できる諱は房村。

## 生涯
阿波において三好実休に仕え、永禄5年（1562年）3月の久米田の戦いで実休が戦死すると実休の子・長治に仕えた。元亀2年（1571年）、三好長治とその重臣・篠原長房の命により寒川元隣が治める讃岐国大内郡のうち4郷が三好氏に割譲されると、そのうち引田城に国村が虎丸城には安富盛定が入城した。
天正5年（1577年）3月、阿波勝瑞城の三好長治が阿波守護・細川真之や伊沢頼俊、一宮成相に討たれると阿波に戻り、篠原自遁と共に伊沢頼俊を謀殺して勝瑞城を奪還し、細川真之・一宮成相と対峙した。天正6年（1578年）1月、国村は勝瑞城に十河存保を迎え入れ三好家当主に仰いだ。
天正7年（1579年）12月、三好康長の嫡男で岩倉城主・三好康俊と脇城主・武田信顕が、土佐の長宗我部元親に通じた。三好康俊は三好家の武将に土佐へ攻め入るため軍勢を率いて参陣するよう要請した。三好越後守、森飛騨守、河村左馬亮と共に国村もこれに応じたが、脇城外で三好康俊と武田信顕の兵から銃撃を浴びせられ戦死した。